# Śniatowo
Śniatowo (niem. Schnatow) – osada w Polsce położona w województwie zachodniopomorskim, w powiecie kamieńskim, w gminie Kamień Pomorski, przy drodze wojewódzkiej nr 106 Rzewnowo – Golczewo – Stargard – Pyrzyce. Miejscowość leży nad południowo-wschodnim brzegiem Jeziora Śniatowskiego.
W latach 1975–1998 miejscowość administracyjnie należała do województwa szczecińskiego.
Osada Śniatowo oraz przysiółek Ganiec tworzą Sołectwo Śniatowo utworzone w 2013 roku.

## Historia
Pierwsza historyczna wzmianka o miejscowości pochodzi z 1314 roku. W 1378 roku właścicielem wsi był mieszczanin Heinrich Tessin. W 1408 roku majątek należał do Heinricha Maaske, w 1436 roku do Klausa Maaske. W 1448 roku majątek należał do mieszczanina Joachima Troghe. W 1462 roku wieś ponownie była własnością rodziny Maaske. W późniejszym czasie wieś była podzielona na dwie części (A i B). Część A należała do rodziny von Mellin-Gahnzów. Część B od 1515 roku należała do rodziny von Flemmingów. W 1594 roku we wsi istniał majątek z siedzibą rycerską i owczarnią liczący 8 włók. Wieś obejmowała 22 włóki ziemskie. W 1703 roku właścicielem całej wsi (A i B) została rodzina von Mellinów. W 1803 roku właścicielami majątku została rodzina von Blankenburgów. W 1834 roku majątek przeszedł w ręce rodziny von Appelów. W 1861 roku właścicielami wsi została rodzina Vossów. W 1870 roku majątek liczył 1879 mórg ziemi i 193 mieszkańców. We wsi było 87 mieszkańców w 12 gospodarstwach chłopskich o łącznym areale 670 mórg ziemi. W latach 1889–1945 majątek należał do rodziny von Flemmingów. W 1939 roku ostatnim właścicielem majątku był hrabia Kurd von Flemming-Schnatow. 
W pobliżu wsi znajdowało się wojskowe lotnisko zapasowe wykorzystywane wspólnie przez lotnictwo Wojska Polskiego i Armii Czerwonej. Lotnisko zajmowało obszar ok. 287 ha. 18 kwietnia 1991 zostało przekazane pod wyłączny zarząd RP i zamknięte. Obecnie znajduje się tam Farma wiatrowa Śniatowo. W miejscowości znajduje się kościół pod wezwaniem Jana Pawła II. 

## Dwór
We wsi znajduje się zdewaloryzowany (dawniej eklektyczny) pałac o powierzchni 2967,72 m² zbudowany w 1901 roku. Obecnie jest to trzykondygnacyjny budynek, z przybudówką w elewacji zachodniej, założony na rzucie prostokąta, kryty płaskim dachem. W fasadzie frontowej zachował się arkadowy portyk z herbem rodziny von Flemmingów. 
Po II wojnie światowej budynek był długo nieużytkowany. Od 1960 roku funkcjonuje jako Dom Pomocy Społecznej. W tym czasie kilkukrotnie przeprowadzano remonty i przebudowy dostosowując obiekt do nowych potrzeb, pozbawiając go historycznych wartości architektonicznych. Budynek został podwyższony, zlikwidowano dach kopertowy, wieżę, zwieńczenie frontowego ryzalitu. Z historycznego wyposażenia wnętrz zachował się neorenesansowy kominek, sztukaterie, posadzka na werandzie i parkiety. 
W sąsiedztwie znajduje się park dworski z końca XIX wieku o powierzchni 7,40 ha z drzewostanem złożonym m.in. z jesionu, buka pospolitego, jaworu, dębu, świerka, magnolii i kasztana jadalnego. Obiekt jest dostępny z zewnątrz.